# 根岸岡村テレビ中継局
根岸岡村テレビ中継局（ねぎしおかむらテレビちゅうけいきょく）は、神奈川県横浜市磯子区にある共建のテレビ中継局。

## 概要
- NHKとテレビ神奈川が共建したアナログUHF局。
- 在京民放テレビのアナログ波は、東京本局のVHFが受信されている。

## 中継局送信施設概要

### 地上デジタルテレビ放送
| リモコンキーID | 放送局名          | チャンネル | 空中線電力 | ERP   | 放送対象地域                                      | 放送区域内世帯数 | 偏波面   |
| 1              | NHK東京総合テレビ | 13ch       | 300mW      | 1.25W | 関東広域圏 （茨城県、栃木県及び群馬県を含まない） | 2万3669世帯      | 水平偏波 |
| 2              | NHK東京教育テレビ | 15ch       | 300mW      | 1.25W | 全国                                              | 2万3669世帯      | 水平偏波 |

- 2010年8月6日に予備免許交付、8月27日に本免許交付、8月31日に開局。
- tvkは、非該当である。
- 放送エリアは、横浜市中区・南区・磯子区の各一部地域。

### 地上アナログテレビ放送
| 放送局名          | チャンネル | 空中線電力        | ERP                 | 放送対象地域 | 放送区域内世帯数 | 偏波面   |
| tvkテレビ神奈川   | 47ch       | 映像3W /音声750mW | 映像18.5W /音声4.6W | 神奈川県     | 約-世帯          | 水平偏波 |
| NHK東京教育テレビ | 49ch       | 映像3W /音声750mW | 映像18.5W /音声4.6W | 全国         | 約-世帯          | 水平偏波 |
| NHK東京総合テレビ | 51ch       | 映像3W /音声750mW | 映像18.5W /音声4.6W | 神奈川県     | 約-世帯          | 水平偏波 |

- 置局住所： 横浜市磯子区岡村2丁目17番地（岡村公園）